# شبكة معلومات إيران الوطنية
```
شبكة المعلومات الوطنية
 
(
بالفارسية
: 
شبکه ملی اطلاعات
)
، المعروفة أيضًا باسم الإنترنت الوطني في إيران والإنترنت القومي الإيراني، هو عبارة عن مشروع مستمر لتطوير شبكة بنية تحتية آمنة ومستقرة وشبكة 
الإنترنت القومي
 في إيران.
```

يُعرِّف المجلس الأعلى للفضاء السيبراني في إيران شبكة المعلومات الوطنية بأنها «شبكة تستند إلى بروتوكول الإنترنت مع محولات وأجهزة توجيه (رواترترز) ومراكز بيانات تتيح للبيانات المطلوبة تفادي توجيهها خارج البلاد وتوفر شبكات داخلية خاصة وآمنة.» 
طُورت فكرة الشبكة الداخلية الوطنية من لدن وزارة تكنولوجيا المعلومات والاتصالات في عام 2005 وبدأ المشروع في عام 2013.
استنادًا إلى خطة التنمية الاقتصادية الخامسة لإيران، ستسمح شبكة المعلومات الوطنية ذات النطاق الترددي الذي يبلغ 4000 غيغابايت في الثانية بالوصول إلى خدمات الحكومة الإلكترونية والخدمات الرقمية داخل البلاد والحصول وبأسعار معقولة على الاتصالات عالية السرعة، فضلاً عن الوصول إلى المحتوى والخدمات المحلية في جميع أنحاء البلاد. يتكون المشروع من ثلاث مراحل، ويشمل تشكيل اقتصاد مراكز البيانات، بالإضافة إلى زيادة جودة خدمات البنية التحتية للشركات.
خصصت الحكومة الإيرانية حوالي 200 مليون دولار لتطوير البنى التحتية للمشروع جنبًا إلى جنب مع المحتوى الإلكتروني الخاص به. وقع الرئيس الإيراني حسن روحاني برنامجًا هندسيًا في سبتمبر 2020. وفقًا للحكومة الإيرانية، تتمثل إحدى مهام الشبكة الجديدة في كسر احتكار الإنترنت.
أُهملت أجهزة توجيه ومحولات سيسكو سيستمز بسبب البرنامج. ستعمل باستقلال كامل. يجب أن تكون جميع سلاسل إنترنت الأشياء قابلة للتعريف لأغراض الأمن القومي.

## تنفيد

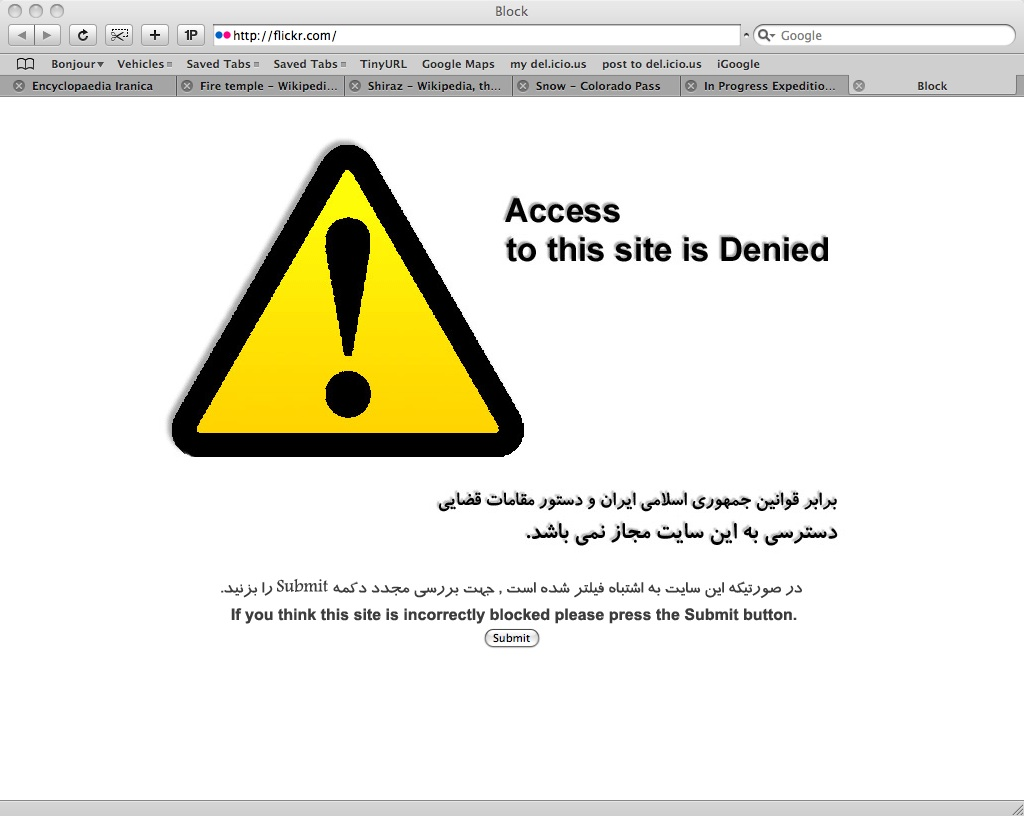
رسالة حجب موقع فليكر 2008

الجزءان الرئيسيان لشبكة المعلومات الوطنية هما:
- جزء عمومي لتقديم خدمات شبكة المعلومات الوطنية لعموم الشعب ومستخدمي الشركات
- جزء خصوصي لتقديم خدمات شبكة المعلومات الوطنية للمستخدمين الحكوميين.

تشمل تطبيقات وخدمات IR-NIN ما يلي:
خدمة النقل الحكومية الخاصة
- توفر الخدمات السحابية الحكومية المتطلبات الإلكترونية الفنية للحكومة

الجزء العام
- خدمات الحوسبة السحابية للأغراض العامة والتجارية
- الخدمات العامة مثل البريد الإلكتروني ومحرك البحث [16]

يُعرّف كل مستخدم قبل ولوجه الإنترنت من خلال رقم الهاتف ورقم الهوية الاجتماعية.
طبقت الحكومة الإيرانية شبكة المعلومات الوطنية بالكامل في الفترة ما بين 15 و 27 نوفمبر 2019، والتي تعد جزءًا من تعتيم الإنترنت لعام 2019 في إيران .
يتعين على الشركات استخدام مراكز البيانات الإيرانية فقط وتسجيل عنوان بروتوكول الإنترنت الخاص بهم.
يمكن استخدام شبكة المعلومات الوطنية بشكل مشابه لجدار الحماية العظيم .
في عام 2019، أعلن محمد علي موحدي كرماني في صلاة الجمعة في طهران أن التليغرام حرام وطالب بتفعيل شبكة المعلومات الوطنية مثل جدار الحماية العظيم للصين.
| الشبكة الأساسية  | تطوير أنظمة تشغيل الهواتف الذكية والهواتف الذكية وتوزيعها من قبل وزارة الاتصالات وتقنية المعلومات | إنشاء مركز دفاع إلكتروني | إنترنت                                                 |
| متصفح الإنترنت   | محرك البحث                                                                                        | البريد الإلكتروني        | رسول                                                   |
| موثوقية البيانات | مراقبة الأعمال والتقرير                                                                           | خرائط                    | إدارة الشبكات الافتراضية الخاصة من قبل وزارة المخابرات |

## المبدعين والمتعاونين
تساعد الصين في تطوير النظام.
1. شركة البنية التحتية للاتصالات
2. وزارة الثقافة والإرشاد الإسلامي
3. هيئة تنظيم الاتصالات ( CRA نسخة محفوظة 13 مايو 2013 على موقع واي باك مشين. )
4. مركز أبحاث الاتصالات الإيرانية ( ITRC )
5. منظمة التنمية الإسلامية
6. نقابة صناعة الاتصالات الإيرانية
7. إذاعة جمهورية إيران الإسلامية
8. المجالس العليا
9. شركة الاتصالات الإيرانية
10. موقع آبارات الإيراني
11. تيلي-إبيون
12. شاتيل
13. بارس اون لاين
14. شركة اسياتك
15. شركة الاتصالات المتنقلة الإيرانية
16. إم تي إن إيرانسل
17. RighTel
18. وزارة التربية والتعليم (إيران)
19. وزارة البحث العلمي والتكنولوجيا [23]

## أنظمة قابلة للمقارنة
- رونت [24]